# 箆津弘順
箆津弘 順（のつこう じゅん、1964年10月17日 - ）は、日本の男性俳優、声優、ダンサー。鳥取県出身。アイティ企画所属。

## 来歴
早稲田大学法学部卒業。
1991年、イギリスの証券会社ロンドン本社勤務を退社し、スタジオ・「エラン・ヴィタール」の一員となりダンサーとしての活動を開始。その後数回のスペイン滞在でフラメンコを学んだ。
1998年、横浜市の馬車道でフラメンコスタジオ「Estuio TETE」を設立。
2014年、「ラフカット」で俳優デビュー。

## 人物
身長180cm、体重69kg。
特技はフラメンコ、居合（無外流三段）、英会話、乗馬、トランペット。資格は普通自動車免許、大型自動二輪免許。
愛車はトライアンフ・ボンネビル SPEED MASTER 1200。

## 出演作品

### テレビドラマ
- 大河ドラマ 花燃ゆ
- 野武士のグルメ
- 昼のセント酒
- まどろみバーメイド
- TOKYO VICE 第7話（2022年、HBO Max・WOWOW） - イデ 役

### テレビ番組
- ザ・プロファイラー 〜夢と野望の人生〜
- 総合診療医ドクターG

### 映画
- 悪魔
- アンナとアンリの影送り

### テレビアニメ
- ルパン三世 プリズン・オブ・ザ・パスト（2019年、老人）

### Webアニメ
- 無限の住人-IMMORTAL-（2020年、茂助）

### 吹き替え

#### 映画
- ANNA/アナ（ワシリエフ〈エリック・ゴードン〉）
- 君の名前で僕を呼んで（アンキーゼ〈アントニオ・リモルディ〉）
- 死霊院 世界で最も呪われた事件
- ライ麦畑でつかまえて

#### ドラマ
- ヴァイキング 〜海の覇者たち〜
- グッド・ワイフ
- 刑事モース〜オックスフォード事件簿〜
- 高い城の男
- BELOW THE SURFACE 深層の8日間
- MACGYVER/マクガイバー

#### アニメ
- アバローのプリンセス エレナ

### 特撮
- 宇宙戦隊キュウレンジャー（住人）

### ラジオドラマ
- FMシアター
  - 「還れ、大山へ」
  - 「声命線」

### CM
- H&M
- NTT東日本
- セサミン
- 天狗ハム
- 任天堂
- 野村證券

### 舞台
- アンデスの混乱（中野）
- エノケソ一代記
- ことだまのさきわう国にてなに想う（磯野員昌）
- 新撰組血風録 誰がためにか吾は斬る（斎藤一）
- ディドリームビリーバー（村下）
- ひのくすり
- 広島に原爆を落とす日（ゲッべルス）
- マクベス〜眠りを殺した男（先王）
- MOMO（時間泥棒議長）
- ヨコハマヴァンパイア
- 羅生門（猪熊）